# Lucky Nine (häst)
Lucky Nine (kinesiska:  天久 , ursprungligen Luck or Design), född 12 mars 2007 på Irland, är ett engelskt fullblod, mest känd för att ha segrat i både Hong Kong Classic Mile (2011) och Hong Kong Sprint (2011) som treåring. Han nominerades till utmärkelsen Hong Kong Horse of the Year 2010–2011.

## Bakgrund
Lucky Nine är en brun valack efter Dubawi och under Birjand (efter Green Desert). Han föddes upp av Darley Stud och ägdes av Andrew Oliver och senare av Dr Chang Fuk To & Maria Chang Lee Ming Shum. Han tränades under tävlingskarriären av Andrew Oliver och senare av Caspar Fownes.
Lucky Nine sprang in totalt 6 652 807 dollar på 51 starter, varav 14 segrar, 9 andraplatser och 7 tredjeplatser. Han tog karriärens största segrar i Hong Kong Classic Mile (2011) och Hong Kong Sprint (2011). Han har även segrat i National Day Cup (2010), Queen's Silver Jubilee Cup (2012), Jockey Club Sprint (2012), KrisFlyer International Sprint (2013, 2014), Chairman's Sprint Prize (2013).

## Karriär
Luck or Design tävlade på Irland som tvååring 2009 och vann ett maidenlöp på Naas Racecourse med fem längder. Luck or Design såldes sedan och exporterades för att tävla i Hongkong där han döptes om till Lucky Nine.
I Hongkong har Lucky Nine vunnit större löp, och har slutat tvåa i det japanska löpet Centaur Stakes 2011 och trea i Dubai Golden Shaheen 2012.
Han avslutade sin tävlingskarriär 2016.